# 帕納真小鯉
帕納真小鯉（学名：Cyprinella panarcys）为輻鰭魚綱鯉形目鲤科的其中一種，分布於中美洲墨西哥，棲息在中底層水域，生活習性不明。